# Psychometrer Eiji
Psychometrer EIJI (jap. サイコメトラーEIJI Saikometorā EIJI) – detektywistyczna manga stworzona przez Tadashiego Agi i ilustrowana przez Masashiego Asaki, wydawana od 1996 roku. Manga składa się z 25 tomów tankōbon wydanych przez wydawnictwo Kōdansha. Na podstawie mangi powstała drama emitowana w dwóch sezonach po jedenaście odcinków od 11 stycznia do 15 marca 1997 roku oraz od 16 października do 18 grudnia 1999 roku, a także odcinek specjalny wyemitowany 24 września 2000 roku.
Od 2011 roku wydawany jest sequel pt. Psychometrer (jap. サイコメトラー Saikometorā). Przygodowa gra akcji została wydana na PlayStation 18 lutego 1999 roku przez studio Production I.G.
Dyrektor produkcji dramy: Yoshinobu Kosugi (seria 1), Atsushi Satō (seria 2)

## Opis fabuły
Eiji Asuma wydaje się być zwyczajnym licealistą, z reputacją bycia gwałtowną osobą zadającą się z gangami. Pewnego dnia natrafia razem z dwójką kolegów na miejsce, w którym dokonano zbrodni. Tu okazuje się, że chłopak posiada zdolności psychomotoryczne, dzięki którym przez dotyk potrafi odczytać wrażenia i obrazy z przeszłości, powiązane z dotkniętą rzeczą. Taki talent może okazać się niezwykle cenny dla policji, dlatego Ryōko Shima, utalentowana pani detektyw, usiłuje za wszelką cenę namówić Eijiego do pomocy w śledztwie.

## Obsada
- Masahiro Matsuoka jako Eiji Asuma (jap. 明日真 映児 Asuma Eiji)
- Nene Ōtsuka jako Ryōko Shima (jap. 志摩亮子 Shima Ryōko)
- Yoshihiko Inohara jako Shōkichi Tamiya
- Yūki Kohara jako Yūsuke Kasai
- Rio Matsumoto jako Maemi Ashita (sezon 2: Risa Gotō)
- Seiichi Tanabe jako Akira Sawaki
- Tsutomu Ichikawa jako przestępca Pi
- Toshiya Nagasawa jako inspektor Haneyama (sezon 2: Katō Cha)

## Muzyka

### Seria 1
- Piosenka przewodnia: TOKIO – Furarete Genki (jap. フラれて元気)

### Seria 2
- Piosenka przewodnia: TOKIO – Ai no Arashi (jap. 愛の嵐)